# Лагунова, Ирина Викторовна
Ирина Викторовна Лагунова (1 марта 1979) — российская футболистка, полузащитница, игрок в мини-футбол и футзал.

## Биография
В большом футболе выступала за ряд клубов высшей лиги России, в том числе за московские «Чертаново» и «Спартак» и пермский клуб «Звезда-2005». В составе «Спартака» в 2006 году стала серебряным призёром чемпионата. Дважды (2005 и 2006) становилась финалисткой Кубка России. В составе «Звезды» в 2007 году стала чемпионкой России, однако не была игроком стартового состава.
В 2010-е годы много лет выступала за мини-футбольный клуб «Спартак-Котельники»/«Снежана-Котельники». Серебряный (2011) и бронзовый (2010, 2012, 2015) призёр чемпионата России по-мини-футболу, финалист Кубка России (2014). Является одним из лидеров в истории клуба по числу сыгранных матчей и забитых голов, по состоянию на сентябрь 2015 года — второе место по числу матчей (154) и первое по числу голов (116).
Также выступала в пляжном футболе. В 2014 году была в составе московского «Локомотива», занявшего четвёртое место в финальном турнире чемпионата России. По одним данным, сыграла 3 матча в этом турнире, по другим — не выходила на поле.